# Hygrobatoidea
Hygrobatoidea (лат.) — надсемейство тромбидиформных водяных клещей из подотряда Prostigmata (Parasitengona).

## Описание
Гнатосома имаго с нехелатными пальпами; голени длиннее genua. Хелицеры 2-сегментные. Идиосома с латеральными глазками, отсутствующими или присутствующими, маленькими и не расположенными на дорсальной пластинке; тело сильно варьирует как по форме — от яйцевидного до дорсовентрально уплощенного или латерально сжатого, так и по степени склеротизации — от мягкого с дорсом, несущим только пластинки желёз, до сильно бронированного с дорсом, полностью покрытым дорсальным щитом. Генитальное поле несет генитальные ацетабулы на пластинках, фланкирующих гонопору. Личинки водные. Гнатосома лишена развитого камеростома. Идиосома с латеральными глазами, расположенными на отдельных пластинках; спина покрыта крупной дорсальной пластинкой, несущей не менее 4 пар волосков, включая вертициллы и скапулярии, и редко 1 или более пар гистеросоматических волосков. Вентер с различными сросшимися коксальными пластинками, с пластинками II—III на каждой стороне, по крайней мере, сросшимися медиально; с парными урстигматами латерально между коксальными пластинками I—II; коксальные пластинки III с вставками ног III, расположенными около середины длины тела и направленными латерально; пластинка экскреторной поры с 2-4 парами волосков. Ноги с 5 подвижными сегментами, со слитыми базифемуром и телофемуром; тарзус с немодифицированными коготками и эмподием.
Несколько видов Omartacarus из семейства Omartacaridae известны из гипорейных местообитаний на юге Северной и Южной Америки и в Австралии, а два вида Maharashtracarinae встречаются в интерстициальных водах в Индии и Коста-Рике, соответственно. Семейство Wettinidae включает виды, обитающие в ручьях и олиготрофных озерах в Северной Евразии и Северной Америке, в Австралии и Южной Африке. Взрослые особи Wettina — быстрые и проворные пловцы, а их личинки — паразиты комаров Chironomidae. Монтипическое семейство Frontipodopsidae включает род Frontipodopsis, несколько видов номинативного подрода которого известны из гипорейных местообитаний в Южной Америке и Австралии, а представители подрода Frontipodopsella — из аналогичных ситуаций на юге Евразии и Северной Америки. Семейство Lethaxonidae включает несколько видов Lethaxona из сильно разобщенных областей южной Евразии, восточной Африки и западной части Северной Америки и два описанных вида Lethaxonella из южной части Северной Америки и Южной Америки.
Ferradasiidae представлено единственным известным видом, Ferradasia musicola из ручьев Аргентины. Виды крупных родов Hygrobates и Atractides из семейства Hygrobatidae являются одними из доминирующих водных клещей в проточных водах в Северном полушарии. Личинки Hygrobatidae являются паразитами Chironomidae. Хищничество Hygrobates nigromaculatus и H. trigonicus является важным фактором, ограничивающим популяции личинок комаров-хирономид в озерах. Самки весьма необычного вида Hygrobates salamandrarum — единственные известные взрослые особи водных клещей, паразитирующих на позвоночном, тритоне Pachytriton labiatus. Необычные виды гигробатид описанные из Нигерии, Dockovdia coolearum и D. oruensis, обитают в мантийных полостях брюхоногих моллюсков Lanistes libyeus и Potadoma moerchi, соответственно.
Семейство Aturidae это большое и очень разнообразное семейство хорошо склеротизированных и типично дорсовентрально сплюснутых клещей. Личинки являются паразитами Chironomidae. Некоторые виды паразитируют на личинках подёнок (Ephemeroptera) и на на взрослых особях ручейников Trichoptera. Семейство Unionicolidae включает множество видов, обитающих в прудах, озерах и ручьях по всему миру. Личинки являются паразитами Chironomidae или Trichoptera. Свободноживущие виды Unionicola в основном планктонные. Некоторые виды являются комменсалами или паразитами губок. Многие другие виды имеют облигатные связи с моллюсками, что может привести к повреждению тканей хозяина. Семейство Astacocrotonidae включает только один вид, весьма необычный Astacocroton molle Haswell, известный только по жаберным камерам пресноводного десятиногих ракообразных Astacopsis serratus в юго-восточной Австралии.
Самые глубоководные представители семейства Pontarachnidae встречаются до глубины 67 м (вид Pontarachna nemethi, найден в коралловой экосистеме около Пуэрто-Рико) и более: до 70 м у Litarachna lopezae, который был найден в 2014 году на субстрате мезофитной экосистемы кораллового рифа Bajo de Sico в проливе Mona Passage, разделяющем острова Эспаньола (Гаити) и Пуэрто-Рико.

## Систематика
Включает 13 семейств. Небольшое семейство Omartacaridae, по-видимому, является базальной группой Hygrobatoidea, которая, возможно, дивергировала либо от Limnesiidae, либо от предков лебертиоидных (Lebertioidea). Семейства Wettinidae, Frontipodopsidae и Lethaxonidae являются ранними производными гигробатоидной клады.
- Astacocrotonidae Thor, 1927 (1 род, 1 вид)
- Aturidae Thor, 1900 (81 род, 800 видов)
- Feltriidae Viets, 1926 (1 род, 115 видов)
- Ferradasiidae Cook, 1980 (1 род, 1 вид)
- Frontipodopsidae Viets, 1931 (1 род, 9 видов)
- Hygrobatidae Koch, 1842 (82 рода, 846 видов)
- Lethaxonidae Cook, Smith & Harvey, 2000 (3 рода, 16 видов)
- Limnesiidae Thor, 1900 (29 родов, 227 видов)
- Omartacaridae Cook, 1963 (2 рода, 14 видов)
- Pionidae Thor, 1900 (15 родов, 342 видов)
- Pontarachnidae Koenike, 1910 (2 рода, 40 видов)
- Unionicolidae Oudemans, 1909 (18 родов, 477 видов)
- Wettinidae Cook, 1956 (4 рода, 9 видов)